# Turó de la Senyera
El Turó de la Senyera és una muntanya de 582 metres que es troba al municipi de Puig-reig, a la comarca catalana del Berguedà.